# Sonny Corleone
Santino "Sonny" Corleone es un personaje ficticio de la novela El Padrino, escrita por Mario Puzo, que posteriormente se adaptaría al cine en 1972 con el filme homónimo, donde es interpretado por James Caan. También hace su aparición en la novela La familia Corleone, escrita por Mario Puzo y Ed Falco en 2012.

## Historia
Sonny es el primer hijo de don Vito y Carmella Corleone, y hermano mayor de Fredo, Michael y Connie. Sonny es duro, valiente, impulsivo y mujeriego; al final de su educación secundaria abandonó la escuela y se dedicó a los asuntos y negocios familiares, dirigiéndose a su padre de una manera que dice: "Yo vi como mataste a Fanucci y vi como tiraste la pistola, sere la próxima cabeza de la familia y tendré un lugar". Configurándose como la persona llamada a suceder a su padre al frente de la familia. De pequeño encontró a Tom Hagen, un pequeño huérfano de su barrio, y convenció a su padre para que viviera con ellos. Así, Tom se convirtió en un hijo más de la familia.
En El Padrino se ve a Sonny como el underboss de la familia. Durante la boda de su hermana se ve que ya está casado. También se sabe que tiene amantes (hasta su esposa lo sabe). Una de sus amantes más destacadas es Lucy Mancini, que tiene un leve protagonismo en la novela y quien es la madre del sucesor de Michael en la tercera película. De hecho, en la primera película se la muestra manteniendo relaciones sexuales con Sonny.
Santino sería el sucesor digno de un hombre como don Vito, por su carácter duro y su fuerza física y, de hecho, ocuparía temporalmente el punto más alto de la familia Corleone desde el primer ataque a Vito Corleone, a finales de 1945, principios de 1946.
En el 46, Santino propone una cena con Virgil Sollozzo en la cual se negociaría una tregua y a la que enviaría a su propio hermano, Michael. Sin embargo, esa negociación era una mera excusa para que Michael disparase y matase a Sollozzo y a su policía a sueldo personal.
Santino se vengó con violencia de Carlo Rizzi, el esposo de su hermana Connie, porque seguía maltratándola. Carlo, enfadado, vendió a Sonny Corleone a la familia Barzini: Sonny Corleone muere tiroteado por los miembros de la familia Barzini en un puesto de peaje, en la carretera. La muerte de Santino fue la causa de que se firmara finalmente la paz entre todas las familias de Nueva York.
Michael Corleone: En una escena al final de la segunda película del Padrino, Michael tiene un recuerdo de su hermano y su temperamento cuando le avisa que se alistó en el Cuerpo de Marines de los EEUU para combatir en el Frente del Pacífico durante la II Guerra Mundial; este flashback ocurre después de que el propio Michael le ordene a su capo Al Neri, la ejecución de su hermano Fredo.
Vincent Mancini: Vincenzo Corleone es el hijo bastardo de Sonny con Lucy Mancini, esto fue para dar un cierre a la historia en las películas de Coppola. En el libro El Padrino, escrito por Mario Puzo, dice que tras la Muerte de Sonny, Lucy se muda a Las Vegas donde conoce al doctor Jules Segal que se vuelve el doctor de la familia se casan y hacen una familia y nunca mencionan nada sobre un hijo con Sonny. En el libro no existe un hijo bastardo de Sonny, más que la esposa de Santino y sus dos hijos.

## Otras referencias
En el capítulo Todo vale en el horno y en la guerra de la serie animada Los Simpson, la mujer/novia/hermana/madre de Cletus, Brandine, gana un concurso de cocina y se fuga con James Caan. Al parar su deportivo en un peaje solitario, aparecen varios secuaces de Cletus y le matan acribillándole, en una clara referencia a su muerte en El Padrino.
También en cuando  Marge se dedica al fisicoculturismo, se encuentra con el ladrón que le había provocado el miedo a salir a la calle, lo que la llevó a encerrarse en el sótano de su casa a hacer pesas. Al encontrarse con el ladrón en la calle, se reproduce la escena de la paliza que le proporcionó Sonny a Carlo Rizzi después que Carlo maltratará a su hermana Connie Corleone. 
- Datos: Q575889